# Municipio de Forest River
El municipio de Forest River (en inglés: Forest River Township) es un municipio ubicado en el condado de Walsh en el estado estadounidense de Dakota del Norte. En el año 2010 tenía una población de 63 habitantes y una densidad poblacional de 0,68 personas por km².

## Geografía
El municipio de Forest River se encuentra ubicado en las coordenadas 48°14′19″N 97°26′54″O / 48.23861, -97.44833. Según la Oficina del Censo de los Estados Unidos, el municipio tiene una superficie total de 92.34 km², de la cual 92,34 km² corresponden a tierra firme y (0 %) 0 km² es agua.

## Demografía
Según el censo de 2010, había 63 personas residiendo en el municipio de Forest River. La densidad de población era de 0,68 hab./km². De los 63 habitantes, el municipio de Forest River estaba compuesto por el 100 % blancos. Del total de la población el 0 % eran hispanos o latinos de cualquier raza.